# جزر أوكلاند
جزر الأوكلاند (الماورية: موتو مها أو ماونغاهوكا)  هي مجموعة جزر نيوزلندية، تقع على بعد 465 كيلومتراً (290 ميل) جنوب الجزيرة الجنوبية. جزيرة أوكلاند الرئيسية، تشغل مساحة 510كم² ، محاطة بأصغر جزيرة ادامز وجزيرة إندرباي وجزيرة الخيبة وجزيرة يوينغ وجزيرة الورد وجزيرة دونداس والجزيرة الخضراء، ومع إن مساحتها 625كم² (241ميل²). إلا إن هذه الجزر ليست مسكن بشري دائم.

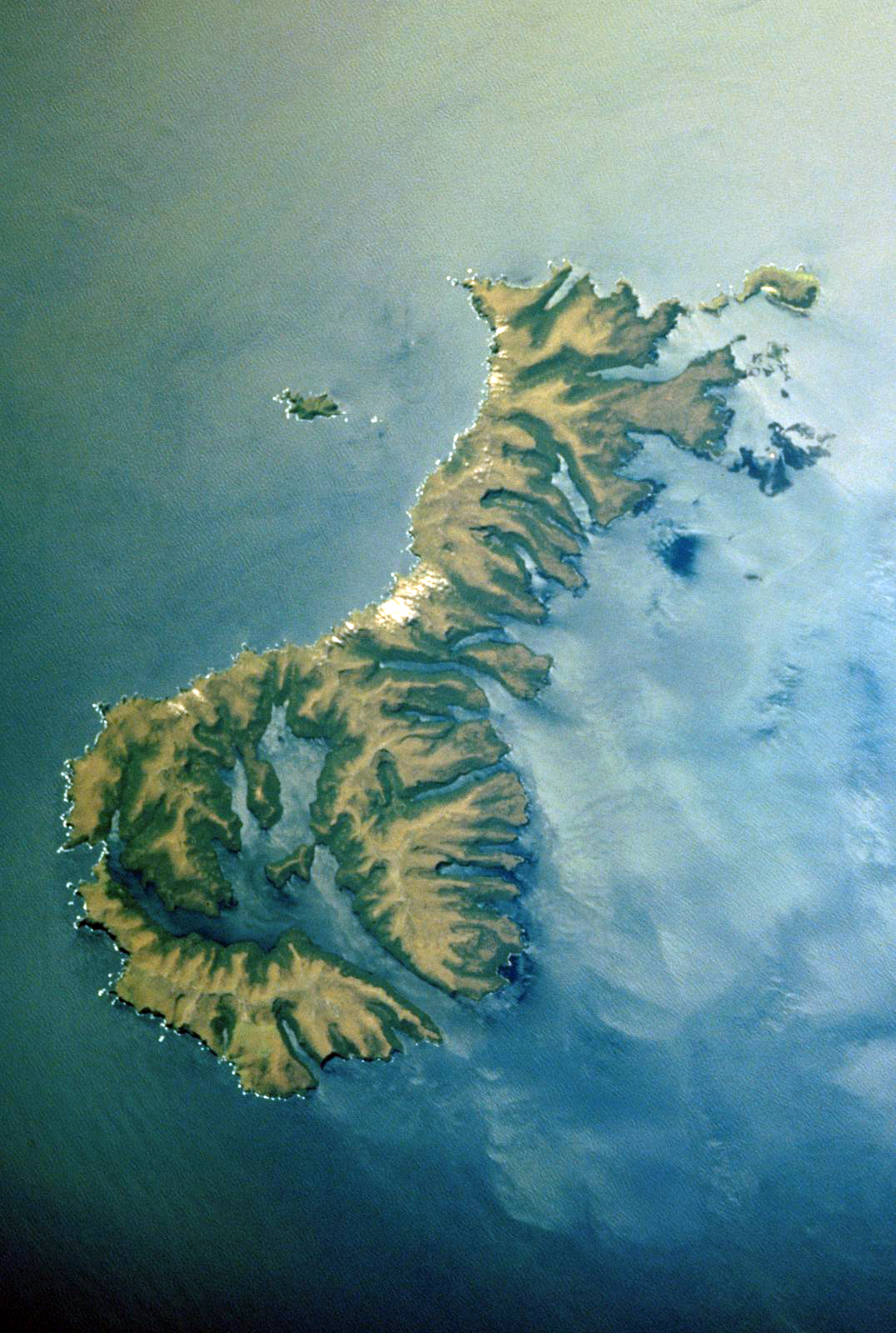
جزر الأوكلاند كما تبدو عام 1998

## جغرافية
الموقع:
جنوبي المحيط الهادئ
الإحداثيات:
إجمالي الجزر:
7
الجزر الرئيسية:
جزيرة أوكلاند، جزيرة آدمز، جزيرة إندرباي، جزيرة الخيبة، جزيرة إيوينج،
جزيرة دونداس، الجزيرة الخضراء
المساحة:
625 كم² (241ميل²)
أعلى ارتفاع:
705م (2,313قدم)
أعلى نقطة:
جبل ديك-Mount Dick

## الحكم
نيوزلندا  نيوزيلندا
إيكولوجياً، تشكل جزر أوكلاند جزءاً من جزر التندرا الإيكولوجية في منطقة المحيط الأطلنطي. وإلى جانب الجزر النيوزيلندية الأخرى الواقعة في المنطقة القطبية الجنوبية، وقد تم تصنيفها كموقع للتراث العالمي لليونسكو في عام 1998.

## الموقع الجغرافي
تقع جزر أوكلاند على بعد 360 كيلومتر (220 ميل) جنوب جزيرة ستيوارت، و 465 كيلومتر (290 ميل) من ميناء بلاف في الجزيرة الجنوبية، بين خطي العرض 50 و 30 و 50 و 55 درجة جنوبا وخط طول 165 ° 50 'و 166 ° 20 "E.
وهي تشمل جزيرة أوكلاند، وجزيرة آدامز، وجزيرة إندرباي، وجزيرة الخيبة، وجزيرة إيوينج، وجزيرة الورود، وجزيرة دونداس، والجزيرة الخضراء، بمساحة مشتركة تبلغ 625 كيلومتر مربع (240 ميل2) . الجزر قريبة من بعضها، مفصولة بالقنوات الضيقة، والخط الساحلي متين، مع العديد من المداخل العميقة.
جزيرة أوكلاند، الجزيرة الرئيسية، تبلغ مساحتها التقريبية 510 كـم2 (197 ميل2) ، وطولها 42 كـم (26 ميل) . ومن أبرزها المنحدرات الحادة والتضاريس الوعرة، والتي ترتفع إلى أكثر من 600 م (1,969 قدم). تشتمل القمم البارزة على كهوف الذروة (659 م أو 2,162 قدم) وجبل راينال (635 م أو 2,083 قدم) وجبل دوفيل (630 م أو 2,067 قدم) وجبل إيستون (610 م أو 2,001 قدم) وبرج بابل. (550 م أو 1,804 قدم). الطرف الجنوبي للجزيرة يتسع بعرض 26 كـم (16 ميل).
هنا، تفصل القناة الضيقة لميناء كارنلي (مضيق آدمز في بعض الخرائط) الجزيرة الرئيسية عن جزيرة آدامز المثلثية الشكل (100 كـم2 أو 39 ميل2)، وهي أكثر جبلية، حيث يصل ارتفاعها إلى 705 م (2,313 قدم) في ماونت ديك. والقناة هي لبقايا فوهة بركان خامد، وجزيرة آدامز والجزء الجنوبي من الجزيرة الرئيسية تشكل حافة الفوهة. تتميز الجزيرة الرئيسية بالعديد من المداخل المتحجرة بشكل حاد، لا سيما ميناء روس في الطرف الشمالي.
تضم المجموعة العديد من الجزر الصغيرة الأخرى، ولا سيما جزيرة الخيبة (10 كـم أو 6.2 ميل) شمال غرب الجزيرة الرئيسية وجزيرة إندراباي (1 كـم أو 0.62 ميل)، كل منها يغطي أقل 5 كـم2 (2 ميل2) .
تحتوي معظم الجزر على أصل بركاني، حيث يهيمن على مجموعة الجزر بركانين من العصر الميوسيني يبلغ عمرهما 12 مليون سنة، ثم تآكلها وتشريحهما. ترتكز هذه الصخور البركانية القديمة على ما بين 15 و 25 مليون سنة مع بعض الصخور القديمة والصخور الرسوبية الحاملة للأحافير منذ حوالي 100 مليون سنة.

## تأريخ

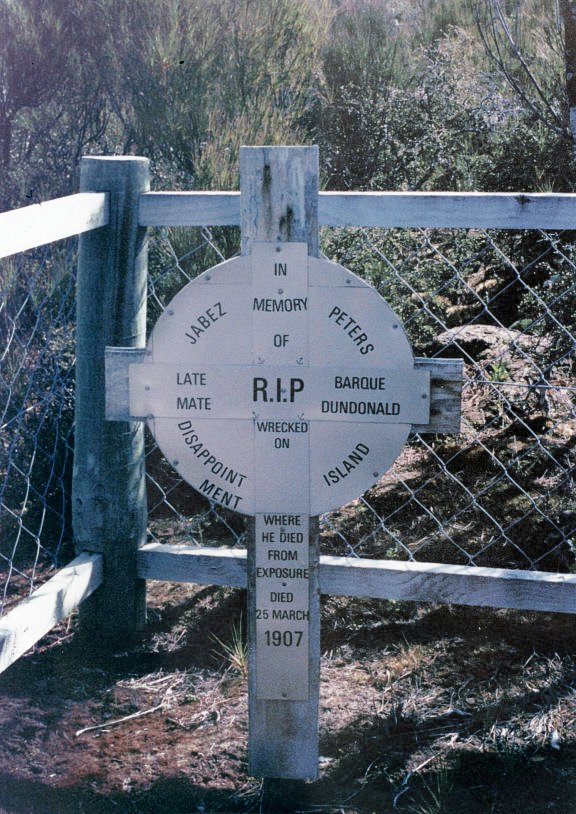
استعادة قبر جبيز بيترز ، الضابط الأول في دونالدون ، في المقبرة على الجزيرة الرئيسية

### الإستكشاف والإستغلال المبكر
توجد أدلة على أن البحارين البولينيزيين اكتشفوا لأول مرة جزر أوكلاند. وقد تم العثور على آثار مستوطنة بولينيزية، ربما يرجع تأريخها إلى القرن الثالث عشر، من قبل علماء الآثار في جزيرة إندرباي. وهذه هي أكثر مستوطنة جنوبية يعرفها البولينيزيون حتى الآن.
اكتشفت سفينة 'المحيط' لصيد الحيتان في عام 1806، هذه الجزر ووجدتها غير مأهولة بالسكان. أطلق النّقيب أبراهام بريستو عليهم لقب «اللورد أوكلاند» في 18 آب 1806 تكريماً لصديق وليام إيدن، البارون الأول في أوكلاند. عمل بريستو لصالح رجل الأعمال صموئيل إندربي، الذي يحمل اسم جزيرة إندربي. في السنة التالية عاد بريستو على سارة من أجل المطالبة بمجموعة الجزر لبريطانيا. زار المستكشفون دومون دو أورفيل وجيمس كلارك روس في عام 1839 وعام 1840 على التوالي.
أقام صيادي الحيتان وعصابات السد قواعد مؤقتة، وأصبحت الجزر إحدى محطات نفث الماء الرئيسية في المحيط الهادئ في السنوات التي أعقبت اكتشافها مباشرة. وبحلول عام 1812، تم حظر العديد من محطات نفث المياه لدرجة أن الجزر فقدت أهميتها التجارية وأعادوا توجيه جهودهم نحو جزر كامبلاند ماكواري. وقد تراجعت الزيارات إلى جزر أوكلاند، على الرغم من أن سكانها المنبوذين قد سمحوا بإحياء متواضع في محطات المياه في منتصف عشرينيات القرن التاسع عشر.

### حطام السفينة

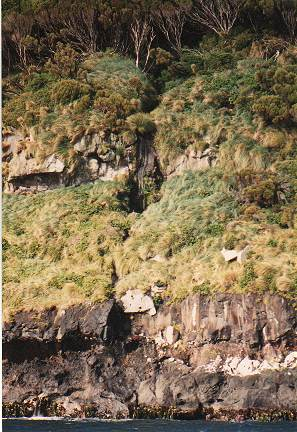
الساحل الجنوبي للجزيرة الرئيسية

السواحل الصخزية للجزر أثبتت كارثيتها للعديد من السفن. «الكرافتون» قادها توماس موسكراف، والتي دُمرت في ميناء كارنلي في عام 1864. ماديلين فرغسون ألين سردت عن جدها الكبير «روبرت هولدنغ»، وحطام السفينة الشراعية الإسكتلندية الـ«إنفركولد»، التي تدمرت في جزر أوكلاند بعد أشهر قليلة في عام 1864، إقتبس من قصة «الكرافتون». وكتب دمار «فرانسيسو إدوارد راينال» ايضاً أو «عشرين شهراً على الشعاب المرجانية لجزر أوكلاند».
في 1866واحدة من أشهر السفن المحطمة النيوزلندية، التابعة لحرس الجنرال جرانت، على الساحل الغربي إنتظر خمسة عشر ناجياً الإنقاذ في جزيرة أوكلاند لثمانية أشهر. وقد أخفقت عدة محاولات في إنقاذ بضائعها بما في ذلك السبائك.
بسبب احتمال تحطم السفن حول جزر أوكلاند، ظهرت نداءات لإنشاء مخازن لحالات الطوارئ من أجل المنبوذين وذلك في عام 1868.
أنشأت السلطات النيوزيلندية ثلاثة مخازن من هذا النوع في «بورت روس» و «نورمان إنليت» وميناء «كارنيلي» من عام 1887. وقاموا أيضًا بتخزين بعض الإضافات، بما في ذلك القوارب (للمساعدة في الوصول إلى المستودعات) و 40 إصبع مشاركات (التي كانت تحتوي على كميات صغيرة من الإمدادات). عندما وقعت مأساة بحرية أخرى في عام 1907، مع فقدان دوندونالد و 12 من أفراد الطاقم على جزيرة «الخيبة»، عاش خمسة عشر ناجياً من غرق السفينة بفضل الإمدادات في مستودع جزيرة أوكلاند.

### البحوث العلمية
وقد أمضت البعثة العلمية لجزر القطب الجنوبي عام 1907 عشرة أيام على هذه الجزر وقد أجرت مسحًا مغنطيسيًا وأخذت عينات نباتية وحيوانية وجيولوجية.
من عام 1941 إلى عام 1945 استضافت الجزر محطة أرصاد جوية في نيوزيلندا كجزء من برنامج مراقبة السواحل الذي يعمل فيه متطوعون من العلماء ومعروفين لأسباب أمنية باسم «كاب إكسبيديشين». وكان من بين الموظفين روبرت فالا، والذي أصبح فيما بعد عالماً نيوزلندياً بارزاً. في الوقت الحالي، لا يوجد في هذه الجزر سكان، على الرغم من أن العلماء يقومون بزيارات منتظمة وتسمح السلطات بسياحة محدودة في جزيرة إندربي وجزيرة أوكلاند.
تم إنشاء احتياطيات جديدة بما في ذلك جزر أوكلاند في عام 2014، والتي هي أكبر بنحو 15 مرة من الاحتياطي في جزيرة ستيوارت، مما يجعل جزر ساب أنتريكتا أكبر محمية طبيعية في البلاد.

## علم البيئة

### النباتات

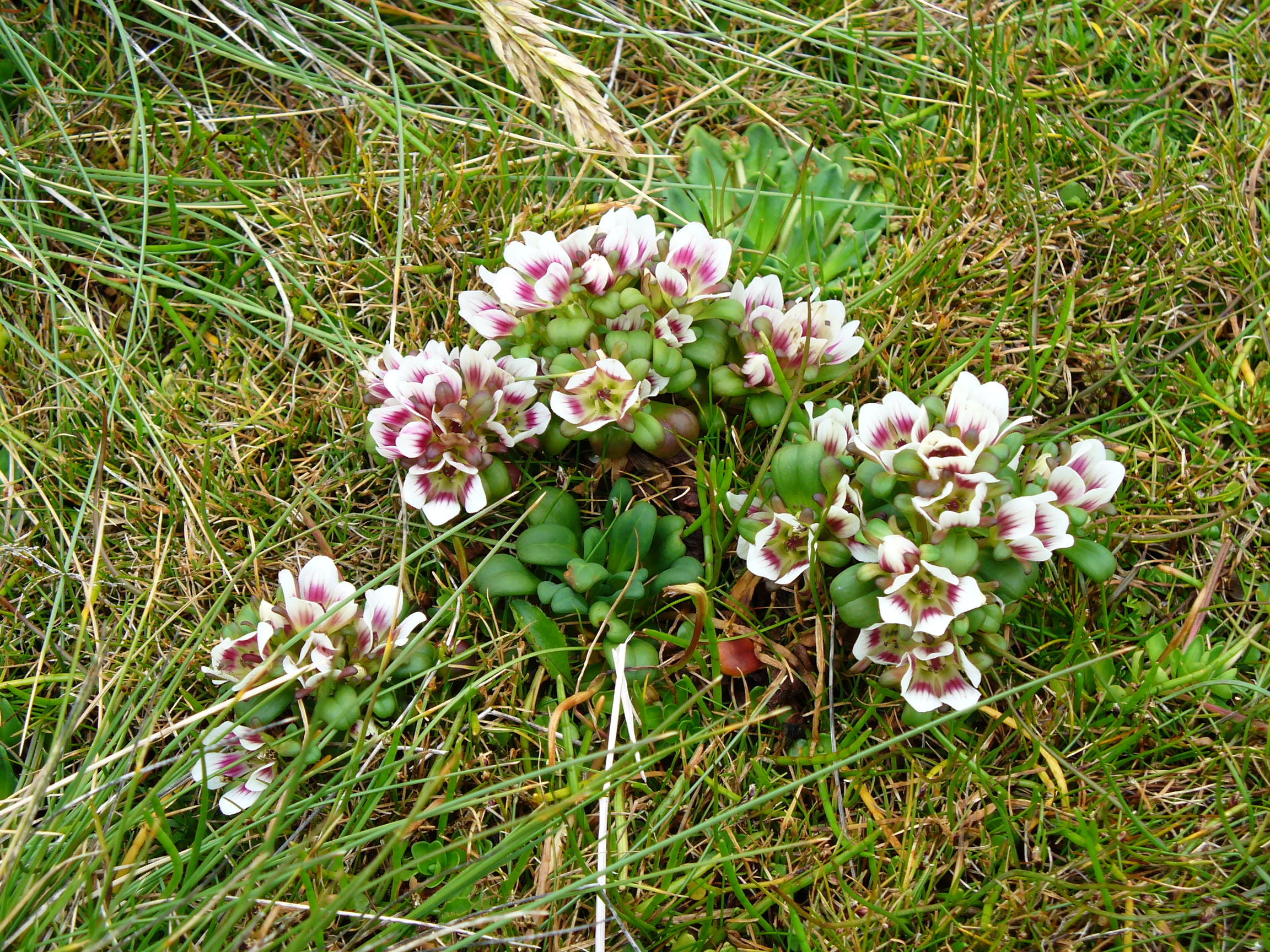
جينتيانيلا كونسينا ، نبات مستوطن من جزر أوكلاند

تم وصف علم النبات في الجزر لأول مرة في «فلورا اللورد أوكلاند» و «جزر كامبل»، وهو ناتج من رحلة «روس» من 1839-1843، من تأليف «جوزيف دالتون هوكر» ونشره «رييف براذرز» في لندن بين 1843 و 1845.
ينقسم الغطاء النباتي للجزر إلى مناطق ارتفاعية متمايزة. في الداخل من منطقة رش الملح، غالباً ما تتميز غابات الجزر بغابات جنوب متروبوسيدروس أومبيلاتا، وفي أماكن أشجار شبه جزيرة القطب الشمالي (أولياريا ليالي).

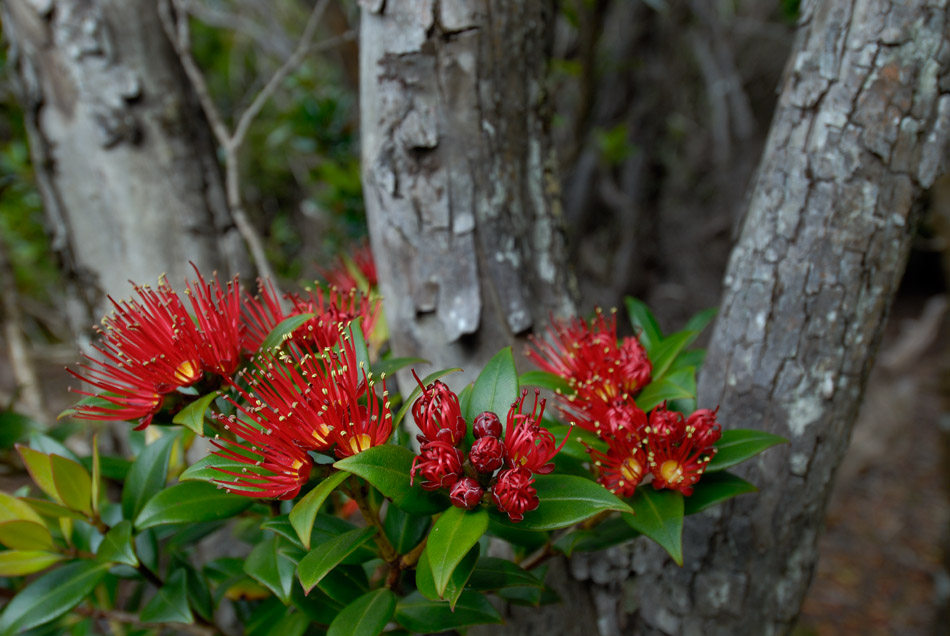
ميتروسيديروس امبيلاتا